# Girgensohnia bungeana
Girgensohnia bungeana là loài thực vật có hoa thuộc họ Dền. Loài này được Sukhor. mô tả khoa học đầu tiên năm 2007.